# Незаконні звалища
Незаконні звалища — це стихійні звалища сміття, які утворюються у невідповідних місцях, в тому числі у природних екосистемах, негативно впливаючи на життя та здоров'я людей, навколишнє природне середовище та його окремі компоненти.

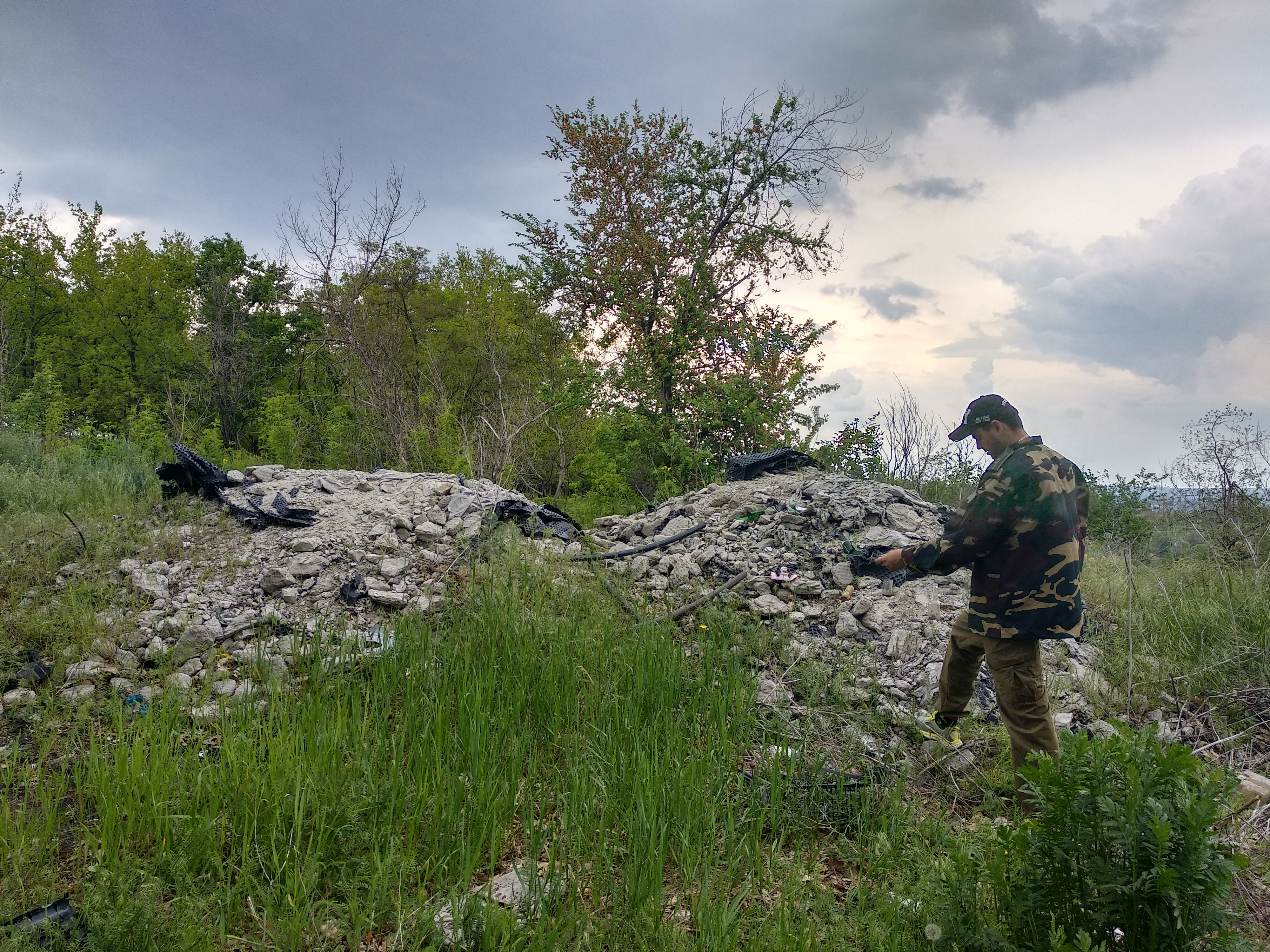
Державний інспектор з охорони навколишнього природного середовища обстежує незаконне сміттєзвалище (Дніпропетровська область, Дніпровський район, 2019 рік)

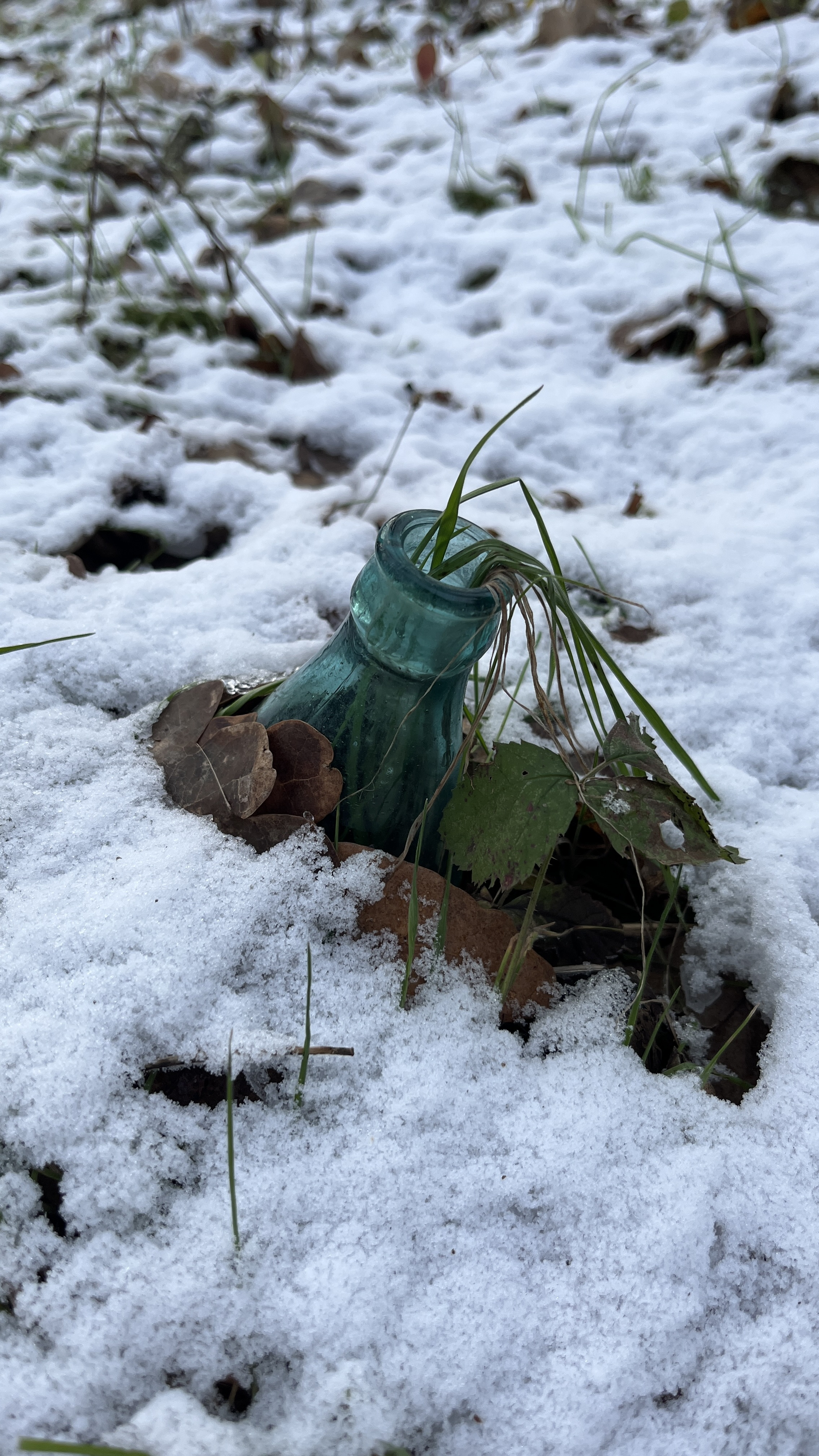
Скляна пляшка в лісі (2013)

### Загальні відомості
Велику небезпеку для життя та здоров'я людей, стану довкілля та окремих його компонентів, становлять стихійні сміттєзвалища, які з'являються поблизу населених пунктів, на узбіччях доріг, поблизу сільськогосподарських угідь, на берегах річок, озер та ставків, у лісах та лісосмугах, по схилах балок та у ярах тощо. Звалищні гази потрапляють в атмосферне повітря, фільтрат потрапляє у ґрунти та ґрунтові води, у водні об'єкти, якщо несанкціоноване сміттєзвалище знаходиться на березі водойми. 
Стихійні сміттєзвалища утворюються внаслідок безвідповідального ставлення окремих осіб, які залишають сміття у лісах та по берегах водойм після пікніків. Є факти утворення сміттєзвалищ поблизу дачних кооперативів (у балках та прилеглих територіях), де немає організованого вивозу та утилізації сміття. Окремої уваги вартують факти, коли організовано вивозять сміття недалеко, найчастіше у прилеглі із населеним пунктом природні території, щоб не сплачувати за його утилізацію.
Щороку в Україні утворюються тисячі несанкціонованих сміттєзвалищ. На жаль, системних досліджень з інвентаризації стихійних сміттєзвалищ не проводиться. Також не проводиться системна робота з їх ліквідації та усунення наслідків. Вони спричиняють забруднення ґрунту, ґрунтових вод, відкритих водойм небезпечними хімічними сполуками та важкими металами та іншими забруднюваними речовинами
Особливу небезпеку стихійні сміттєзвалища становлять поблизу річок, ставків, водосховищ, оскільки зростає можливість перенесення забруднюваних речовин на значні відстані, що викликає загрозу погіршення якості поверхневих вод, які в тому числі використовуються у господарських цілях.
Варто зауважити, що найбільшого негативного впливу від стихійного сміттєзвалища зазнає субстрат, на якому воно розміщується, найчастіше це ґрунт. Окрім хімічного забруднення, ґрунт зазнає механічного (деформація поверхні та формування акумулятивних форм рельєфу) та фізичного (зміна структури та складеності, ущільнення верхнього горизонту, погіршення їх водного, повітряного та теплового режимів) впливу.

### Відповідальність
Відповідно до чинного законодавства України суб'єкт господарювання (власник земельної ділянки або користувач) може бути притягнутий до адміністративної, цивільноправової або кримінальної відповідальності за порушення природоохоронного законодавства України. Факти наявності несанкціонованих засмічень на певній території свідчать про порушення суб'єктами господарювання Водного кодексу України, Закону України «Про охорону земель», Земельного кодексу України, Закону України «Про відходи». Вище зазначене є підставою для нарахування збитків, заподіяних державі внаслідок засмічення земельних ресурсів відповідно до Методики визначення розмірів шкоди, зумовленої забрудненням і засміченням земельних ресурсів через порушення природоохоронного законодавства.
Збитки, зумовлені забрудненням і засміченням земельних ресурсів через порушення природоохоронного законодавства, нараховують державні інспектори з охорони навколишнього природного середовища Державної екологічної інспекції України та її територіальних органів. Несанкціоновані сміттєзвалища можуть бути виявлені під час рейдових заходів, тоді державний інспектор встановлює площу засмічень вимірювальною рулеткою, яка має мати свідоцтво про повірку (відповідно до Закону України «Про метрологію та метрологічну діяльність»: законодавчо регульовані засоби вимірювальної техніки підлягають періодичній повірці, а також перевірці після ремонту), а потім визначають розмір шкоди відповідно до вищезазначеної Методики. Також державний інспектор може встановити площу засмічень та визначити розмір шкоди, якщо громадянин, виявивши стихійне сміттєзвалище, надішле скаргу або запит із зазначенням найближчого населеного пункту та координатами до Державної екологічної інспекції України та/або її територіального органу.